# Степной конёк
Степной конёк (лат. Anthus richardi) — вид птиц из семейства трясогузковых. Вид населяет степные области в Восточной Азии, а зимует на юге Азии. Видовое название «richardi» присвоено в честь  французского естествоиспытателя Шарля Ришара (1745–1835), директора почтовой службы в Люневиле и друга Франсуа Левальяна

## Описание
Степной конёк — это самый большой встречающийся в Центральной Европе конёк. Он достигает длины от 17 до 20 см. По сравнению с другими видами у птицы необычно длинные ноги и пальцы, задний коготь также очень длинный и прямой. Верхняя часть тела коричневатого цвета с тёмными продольными полосками. Горло и боковые стороны тела от бежевого до коричневатого цвета, на горле к тому же имеются отчётливые тёмные полосы. Оперение нижней части тела белое.

## Распространение
Область распространения степного конька охватывает степи Восточной Азии от восточного Казахстана и запада Сибири через Монголию на восток до Тихого океана. Он заселяет, прежде всего влажные и сырые степи на равнине, а также на горных склонах. При перелёте вид наблюдается регулярно также в культурном ландшафте, прежде всего, на полях под паром и стерне, а также на низком побережье и песчаных берегах.

## Размножение
Строительство гнёзд продолжается одну-две недели после прибытия в район гнездования. Гнездо сооружается в самостоятельно выкопанной на земле ямке в траве. Полные кладки были найдены в Сибири во второй половине июня. В кладке 4-6, чаще 4-5, яиц, которые имеют очень плотные коричневатые, оливковые или серые крапины и штрихи.

## Миграция
Перелёт из мест гнездования происходит с середина августа по сентябрь. Вид зимует на юге Азии.  Прибытие в районы гнездования происходит с середины апреля до конца мая. Степной конёк мигрирует также регулярно осенью в малом количестве на запад и наблюдается с середины сентября по ноябрь ежегодно на побережье Западной и Центральной Европы. Какие причины лежат в основе этого перелёта на запад, до сих пор неясно. В материковой части Центральной Европы вид наблюдается только в виде исключения.